# Ренсько (Великопольське воєводство)
Ренсько (пол. Reńsko) — село в Польщі, у гміні Веліхово Ґродзиського повіту Великопольського воєводства.
Населення — 116 осіб (2011).
У 1975-1998 роках село належало до Познанського воєводства.

## Демографія
Демографічна структура станом на 31 березня 2011 року:
|          | Загалом | Допрацездатний вік | Працездатний вік | Постпрацездатний вік |
| -------- | ------- | ------------------ | ---------------- | -------------------- |
| Чоловіки | 63      | 13                 | 43               | 7                    |
| Жінки    | 53      | 10                 | 32               | 11                   |
| Разом    | 116     | 23                 | 75               | 18                   |